# Ursus von Aosta

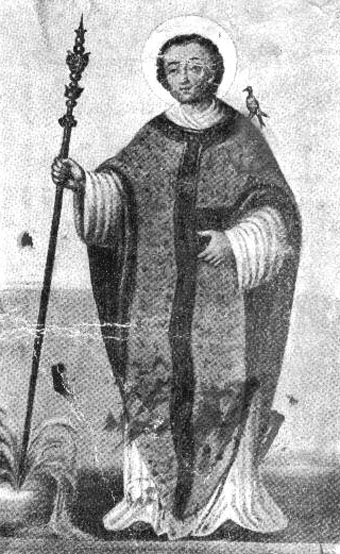
Ursus von Aosta

Ursus von Aosta († 1. Februar, um 529) war ein katholischer Priester, der im 5. und 6. Jahrhundert in der spätrömischen Stadt Augusta Praetoria, dem heutigen Aosta in Italien, wirkte. Er wird als Heiliger der katholischen Kirche vor allem in den Westalpen verehrt.

## Leben und Wirkung
Nach der legendhaften Überlieferung lebte Ursus als Einsiedler und antiarianischer Prediger in der Region der spätantiken Stadt Dinia, dem heutigen Digne-les-Bains in den Westalpen. Später  – wohl in der Zeit des Ostgotenreichs – diente er dem Heiligen Jucundus, Bischof von Aosta, als Diakon. Als später der arianisch gesinnte Plozian als ein nachfolgender Bischof von Aosta eingesetzt worden sei, habe Ursus gemeinsam mit anderen Mitgliedern die Kathedralgemeinschaft verlassen und in der Nähe, außerhalb des östlichen Stadttors von Augusta, der antiken Porta Praetoria, an der Straße nach Ivrea eine neue kirchliche Siedlung bei der Friedhofskirche gegründet, die dem Heiligen Petrus geweiht war und wo die Gebeine der christlichen Märtyrer von Aosta lagen. Der Friedhof von Sankt Urs besteht bis in die Gegenwart als historische Stätte. Die Zweiteilung des kirchlichen Zentrums in der Bischofsstadt mit Dombezirk und Sankt Ursen ist bis heute erhalten geblieben.
Die Peterskirche wurde im Früh- und im Hochmittelalter mehrmals umgebaut und erhielt zur Erinnerung an den Heiligen Ursus den neuen Namen Sankt Ursen-Kirche (eigentlich Kirche Peter und Urs), als sich bei der Kirche im Vorstadtquartier eine Klerikergemeinschaft von Augustinerchorherren bildete. Die unmittelbar daneben liegende Stadtgasse von Aosta heißt heute Rue Saint-Ours. In der Krypta von Sankt Ursen lagen im Mittelalter die Reliquien des Heiligen und auch diejenigen des Stadtpatrons Gratus von Aosta, Bischof im 5. Jahrhundert. Die Reliquien von Ursus befinden sich heute in einem kostbaren Schrein und einem Armreliquiar des 14. Jahrhunderts im Kirchenschatz der Sakristei von Sankt Ursen und der schöne Reliquienkasten des heiligen Gratus im Domschatzmuseum Aosta. Die Bedeutung von Sankt Ursen zeigt sich auch darin, dass das antike Stadttor Porta Praetoria im Mittelalter den Namen Porta Sancti Ursi erhielt.

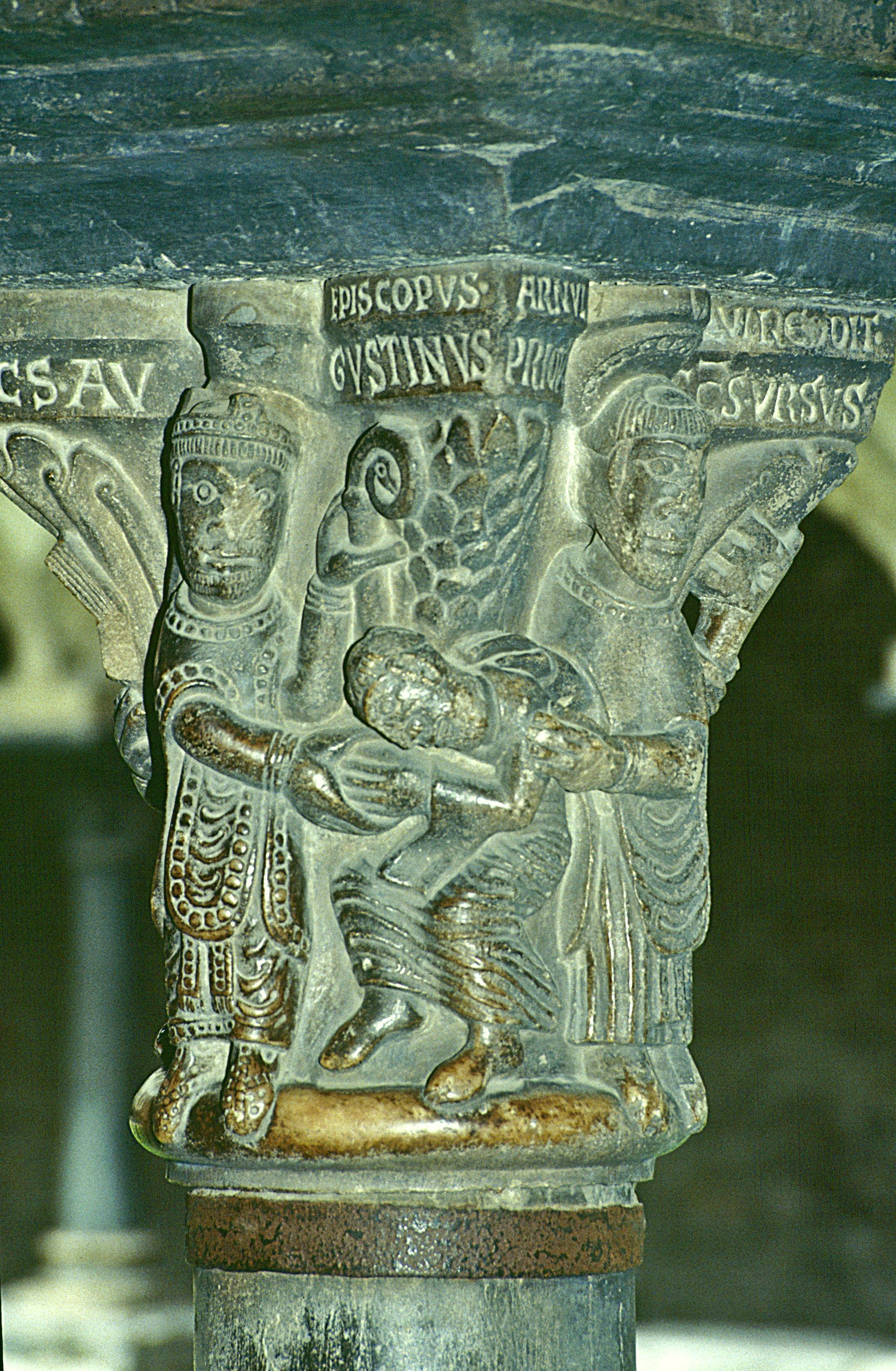
Romanisches Kapitell im Kreuzgang zu Sankt Ursen in Aosta

An einem Kapitell im Kreuzgang von Sankt Ursen – der mit seinen romanischen Skulpturen aus dem frühen 12. Jahrhundert zu den bemerkenswertesten hochmittelalterlichen Kunstwerken von Aosta und des Alpenraums zählt – sind legendenhafte Episoden aus dem Leben des Heiligen Urs dargestellt: Er hilft Bedürftigen, lässt aus einem Felsen eine Quelle sprudeln und sieht zu, wie die Teufel den boshaften Plozian holen.
Ursus ist der populärste Heilige und Patron mehrerer Gemeinden im Aostatal. Er gilt als Schutzpatron gegen die für traditionelle alpine Gesellschaften besonders bedrohlichen Gefahren der Trockenheit, der Unwetter und Überschwemmungen, der Tierkrankheiten und zudem gegen die Übergriffe der Machthaber. Sein Feiertag ist der 1. Februar. Von Aosta aus breitete sich die Ursus-Verehrung auch in den piemontesischen Diözesen Turin, Vercelli, Novara und Ivrea und in Savoyen und im Wallis aus.
Eine populäre Bauernregel im Aostatal für das Ende des Winters lautet im Patois: «Se feit cllier lo dzor de sèn-t-Or, l’or baille lo tor et dor euncò pe quarenta dzor,» auf Deutsch: Ist das Wetter am Sankt-Ursentag gut, dreht sich der Bär und schläft noch vierzig Tage.

## Sankt-Ursen-Markt
Der jährliche Markt Foire de Saint-Ours, italienisch Fiera di Sant’Orso und valdostanisch Fêra de Sent-Ôrs, ist der bedeutendste Jahrmarkt des Aostatals. Er findet am 30. und 31. Januar statt und soll der Legende nach zum ersten Mal im Jahr 1000 durchgeführt worden sein.